# Щукин, Николай Леонидович
Николай Леонидович Щукин (13 [25] апреля 1848, Российская империя — 2 июня 1924, Ленинград) — русский инженер, конструктор паровозов, организатор отечественного паровозостроения,  учёный в области железнодорожного транспорта.

## Биография
Родился 13 (25) апреля 1848 года.
В 1873 году окончил Петербургский технологический институт, впоследствии преподавал в том же институте, с 1889 года — профессор. Кроме того, он преподавал в Военно-инженерной академии (с 1883 по 1907), преподавал и был директором с 1906 года Высших женских политехнических курсов в Санкт-Петербурге.
По проектам Щукина строился паровоз серии Н (осевая формула 1-3-0), танк-паровоз с осевой формулой 0-4-0. Щукин участвовал в разработке проекта паровоза Щ (по фамилии Щукина и был назван впоследствии паровоз). Кроме того Щукин проектировал пассажирские вагоны Николаевской железной дороги, грузовые вагоны с грузоподъёмностью 1200 пудов. По проекту Николая Щукина был построен самый протяжённый в мире керосинопровод Баку — Батуми длиной около 900 км.
В 1910—1916 годах — товарищ министра путей сообщения. Председатель комиссии подвижного состава и тяги при Инженерном совете МПС. В качестве председателя Комиссии длительно противодействовал введению в широкую эксплуатацию паровоза 0-5-0 прогрессивной для того времени серии Э, сконструированного Вацлавом Лопушинским.
Руководил техническим советом по постройке тепловоза системы Я. М. Гаккеля.
Ему принадлежит несколько трудов по теоретической и прикладной механике в специальных журналах.
Умер 2 июня 1924 года. Похоронен на Новодевичьем кладбище в Санкт Петербурге.